# Лима (Охајо)
Лима (енгл. Lima) град је у америчкој савезној држави Охајо.

## Демографија
По попису из 2010. године број становника је 38.771, што је 1.31 (-3,3%) становника мање него 2000. године.
| Група             | 2000.          | 2010.          |
| Белци             | 27.408 (68,4%) | 25.282 (65,2%) |
| Афроамериканци    | 10.614 (26,5%) | 10.253 (26,4%) |
| Азијати           | 205 (0,5%)     | 189 (0,5%)     |
| Хиспаноамериканци | 789 (2,0%)     | 1.420 (3,7%)   |
| Укупно            | 40.081         | 38.771         |